# Cattiva (Loredana Errore)
Cattiva è il secondo singolo estratto dall'album L'errore. Il brano, scritto da Biagio Antonacci, è un duetto tra Loredana Errore e Loredana Bertè. La première del singolo è avvenuta il 26 febbraio 2011. Il brano stato reso disponibile per le radio a partire dal 18 marzo 2011.

## Tracce
Download digitale
1. Cattiva – 3:27 (Biagio Antonacci)

## Classifiche
| Classifica (2011) | Posizione massima |
| ----------------- | ----------------- |
| Italia            | 38                |